# Luis de la Fuente (Fußballspieler, 1961)
Luis de la Fuente Castillo (* 21. Juni 1961 in Haro) ist ein ehemaliger spanischer Fußballspieler und heutiger Fußballtrainer. Er ist seit Anfang Dezember 2022 Cheftrainer der spanischen Nationalmannschaft.

## Spielerkarriere
De la Fuente wurde in Haro geboren und wechselte im Alter von 15 Jahren in die Jugendabteilung von Athletic Bilbao. In Saison 1978/79 kam er einmal für die zweite Mannschaft in der Copa del Rey zum Einsatz. Ab der Saison 1979/80 spielte der Linksverteidiger regelmäßig für die Zweitvertretung in der drittklassigen Segunda División B. Im Oktober 1980 folgte in der Copa del Rey sein erster Einsatz für die Profis. Im März 1981 stand de la Fuente erstmals in der Primera División auf dem Platz. Bis zum Ende der Saison 1980/81 folgten 7 weitere Einsätze. In der Saison 1981/82 pendelte de la Fuente zwischen erster sowie zweiter Mannschaft und kam jeweils auf 14 Ligaspiele. Ab der Saison 1982/83 war er ausschließlich für die Profis aktiv und steuerte 21 Einsätze und ein Tor zum Gewinn der Meisterschaft bei. Diese konnte 1984 verteidigt werden. Zudem gewann man die Copa del Rey. Durch den Gewinn des Doubles war Athletic Bilbao automatisch spanischer Supercupsieger.
Von 1987 bis 1991 spielte de la Fuente für den FC Sevilla, ehe er zu seinem Heimatverein zurückkehrte. Zur Saison 1993/94 wechselte er zu Deportivo Alavés in die Segunda División B. Mit der Mannschaft wurde er Meister seiner Gruppe, jedoch scheiterte man in den Play-offs gegen die weiteren Gruppenmeister am Aufstieg in die Segunda División. Anschließend beendete der 32-Jährige seine Karriere.

## Trainerkarriere
Zur Saison 2000/01 wurde de la Fuente Cheftrainer des CD Aurrerá de Vitoria in der drittklassigen Segunda División B. Er wurde jedoch bereits im Frühjahr 2001 auf dem 7. Platz stehend entlassen. Zur Saison 2006/07 kehrte er zu Athletic Bilbao zurück und übernahm die zweite Mannschaft in der Segunda División B. Nach einem Jahr wurde er „Delegierter“ der Profimannschaft. Zur Saison 2009/10 wurde de la Fuente erneut Cheftrainer der zweiten Mannschaft, die er die kommenden zwei Jahre betreute. Zur Saison 2011/12 kehrte de la Fuente zu Deportivo Alavés zurück und übernahm die erste Mannschaft in der Segunda División B. Er wurde jedoch bereits im Oktober 2011 wieder entlassen, nachdem man aus den letzten fünf Spielen nur einmal hatte gewinnen können.
Im Mai 2013 übernahm de la Fuente die spanische U19-Nationalmannschaft. Diese betreute er bei zwei U19-Europameisterschaften (2013, 2015). Nachdem die Mannschaft 2013 noch im Halbfinale gescheitert war, holte sie 2015 den Titel. Im Juli 2018 wurde de la Fuente als Nachfolger von Albert Celades Cheftrainer der U21-Nationalmannschaft. Mit der U21 gewann er 2019 die U21-Europameisterschaft. Bei der U21-Europameisterschaft 2021 kam man bis in das Halbfinale. Anschließend absolvierte die U21 im Juni 2021 unter de la Fuente als A-Nationalmannschaft ein Testspiel gegen Litauen (4:0). Grund dafür war, dass sich Spieler der Mannschaft von Luis Enrique, die sich auf die Europameisterschaft 2021 vorbereitete, mit COVID-19 infizierten. Von Ende Juli bis Anfang August 2021 betreute de la Fuente zudem die Olympiaauswahl bei den Olympischen Spielen 2021 in Tokio. Die Mannschaft, die im Kern aus dem Kader der U21 von der U21-EM bestand, verlor im Finale gegen Brasilien.
Im Dezember 2022 wurde de la Fuente Cheftrainer der A-Nationalmannschaft. Er folgte auf Luis Enrique, der nach dem Achtelfinal-Aus bei der Weltmeisterschaft 2022 in Katar zurückgetreten war, und unterschrieb einen Vertrag bis nach der Europameisterschaft 2024. Noch unter seinem Vorgänger hatte sich die Mannschaft für die Endrunde der UEFA Nations League 2022/23 qualifiziert, die im Juni in den Niederlanden stattfand. Nach einem 2:1-Sieg im Halbfinale gegen Italien gewann man gegen Kroatien nach einem torlosen Spiel im Elfmeterschießen den Titel.

## Erfolge
Als Spieler
- Spanischer Meister (2): 1983, 1984 (beide Athletic Bilbao)
- Spanischer Pokalsieger: 1984 (Athletic Bilbao)
- Spanischer Supercupsieger: 1984 (Athletic Bilbao)
- Meister der Segunda División B – Gruppe II: 1994 (Deportivo Alavés)

Als Trainer
- Europameister: 2024
- UEFA-Nations-League-Sieger: 2023
- U21-Europameister: 2019
- U19-Europameister: 2015
- Olympische Silbermedaille: 2021